# Liste der Baudenkmäler in Gerolsbach
Auf dieser Seite sind die Baudenkmäler in der oberbayerischen Gemeinde Gerolsbach zusammengestellt. Diese Tabelle ist eine Teilliste der Liste der Baudenkmäler in Bayern. Grundlage ist die Bayerische Denkmalliste, die auf Basis des Bayerischen Denkmalschutzgesetzes vom 1. Oktober 1973 erstmals erstellt wurde und seither durch das Bayerische Landesamt für Denkmalpflege geführt wird. Die folgenden Angaben ersetzen nicht die rechtsverbindliche Auskunft der Denkmalschutzbehörde.

## Baudenkmäler nach Ortsteilen

### Gerolsbach
| Lage                                 | Objekt                                      | Beschreibung | Akten-Nr.             | Bild              |
| ------------------------------------ | ------------------------------------------- | --- | --------------------- | ----------------- |
| Propsteistraße 7 (Standort)          | Ehemalige Propstei, jetzt Gasthaus          | zweigeschossiger, traufseitiger Steilsatteldachbau mit Relieftafel über dem Eingang, bezeichnet 1716 | D-1-86-125-5 Wikidata | weitere Bilder    |
| Sankt-Andreas-Straße 3 (Standort)    | Gasthaus zur Post                           | zweigeschossiger, traufseitiger Steilsatteldachbau, im Kern 18. Jahrhundert | D-1-86-125-6 Wikidata | Gasthaus zur Post |
| Sankt-Andreas-Straße 6 (Standort)    | Hausfigur des Wieschristus                  | Holz, Mitte 18. Jh. | D-1-86-125-7 Wikidata | BW                |
| Sankt-Andreas-Straße 7 (Standort)    | Mariensäule                                 | Kalksteinsäule auf zweifachem Podest mit Kalksteinfigur der Muttergottes, neugotisch, bezeichnet 1875; im alten Friedhof | D-1-86-125-3 Wikidata | BW                |
| Sankt-Andreas-Straße 7 (Standort)    | Katholische Pfarrkirche Sankt Andreas       | verputzte Saalkirche mit getreppter Blendengliederung am Giebel, eingezogenem Polygonalchor und südlichem Chorflankenturm mit Spitzhelm über Dreiecksgiebeln, Langhaus und Chor mit Balkendecken auf Unterzügen, historisierend, 1848/50, Turmunterbau mittelalterlich; mit Ausstattung; Alter Teil der ehemaligen Friedhofsmauer, verputzt mit halbrunden Deckziegeln, wohl 18. Jahrhundert | D-1-86-125-1 Wikidata | weitere Bilder    |
| Sankt-Andreas-Straße 9 (Standort)    | Pfarrhaus                                   | zweigeschossiger, asymmetrisch gegliederter Satteldachbau auf hohem Sockelgeschoss mit Lisenengliederung am Giebel, Zwerchhaus, Eckerker und giebelseitigem Anbau, um 1910. | D-1-86-125-8 Wikidata | BW                |
| Schrobenhausener Straße 6 (Standort) | Katholische Kapelle, jetzt Friedhofskapelle | verputzter Saalbau mit Pilastergliederung, langgestrecktem Chorpolygon und Giebeldachreiter mit verschindelter Laternenkuppelhaube, barock, Mitte 18. Jahrhundert; mit Ausstattung; am neuen Friedhof | D-1-86-125-2 Wikidata | BW                |

### Klenau
| Lage                     | Objekt                                | Beschreibung | Akten-Nr.              | Bild |
| ------------------------ | ------------------------------------- | --- | ---------------------- | ---- |
| Kirchstraße 5 (Standort) | Katholische Pfarrkirche Sankt Andreas | verputzte Saalkirche mit eingezogenem Polygonalchor und südlichem Chorflankenturm mit Spitzhelm, Chor und Langhaus mit freskierten Flachdecken über Hohlkehlen, 1854, Innenraumumgestaltung 1956; mit Ausstattung | D-1-86-125-26 Wikidata | BW   |
| Kirchstraße 6 (Standort) | Ehemaliges Pfarrhaus                  | zweigeschossiger Flachwalmdachbau, 1852 | D-1-86-125-27 Wikidata | BW   |

### Singenbach
| Lage                            | Objekt                                    | Beschreibung | Akten-Nr.              | Bild |
| ------------------------------- | ----------------------------------------- | --- | ---------------------- | ---- |
| Alberzeller Straße 7 (Standort) | Ehemaliges Schloss, dann Gasthof          | dreigeschossiger Halbwalmdachbau mit polygonalem, spitzbehelmtem Eckerkerturm, im Kern 1. Hälfte 16. Jahrhundert | D-1-86-125-40 Wikidata | BW   |
| Anger (Standort)                | Wegkapelle                                | verputzter Satteldachbau mit halbrundem Schluss und geschweiftem Giebel, 1840; an der Straße nach Aichach | D-1-86-125-42 Wikidata | BW   |
| Kapellenweg 6 (Standort)        | Katholische Filialkirche Sankt Stephan    | verputzte Saalkirche mit halbrundem Chorschluss und schlankem Westturm mit Treppengiebel, Innenraum mit erneuerter Holzfelderdecke, im Kern 15. Jahrhundert, Umgestaltung 18. Jahrhundert; mit Ausstattung                                                                                        | D-1-86-125-39 Wikidata | BW   |
| Klenauer Straße 2 (Standort)    | Ehemaliges Gasthaus                       | zweigeschossiger, traufseitiger Steilsatteldachbau mit Putzgliederung und kleinem giebelseitigem Anbau, im Kern 18. Jahrhundert | D-1-86-125-41 Wikidata | BW   |
| Maria Zell 2 (Standort)         | Katholische Pfarrkirche Mariä Himmelfahrt | verputzte Saalkirche mit eingezogenem Polygonalchor und nördlichem Turm mit polygonalem Aufsatz und Spitzhelm über Dreiecksgiebeln, im Langhaus Flachdecke mit Rahmenstuck, Chor mit Netzgewölbe, Chor Ende 15. Jahrhundert, Langhaus Ende 17. Jahrhundert, Turm 19. Jahrhundert; mit Ausstattung | D-1-86-125-38 Wikidata | BW   |

### Weitere Ortsteile
| Lage                                            | Objekt                                           | Beschreibung | Akten-Nr.              | Bild                                |
| ----------------------------------------------- | ------------------------------------------------ | --- | ---------------------- | ----------------------------------- |
| Alberzell Petershausener Straße 1 (Standort)    | Katholische Filialkirche Heilig Kreuz            | verputzte Saalkirche mit eingezogenem, segmentbogig geschlossenem Chor und südlichem Chorflankenturm mit Satteldach, Langhaus mit Flachdecke über Hohlkehle und Chor mit Stichkappentonne, Turm gotisch, 14./15. Jahrhundert, Langhaus und Chor Ende 17. Jahrhundert; mit Ausstattung        | D-1-86-125-9           | weitere Bilder                      |
| Arnsried Arnsried 2 (Standort)                  | Hofkapelle                                       | verputzter Satteldachbau mit kleiner Chorapsis und Dachreiter mit Spitzhelm, innen flachgedeckt über Hohlkehle, wohl Mitte 19. Jahrhundert; mit Ausstattung | D-1-86-125-10 Wikidata | BW                                  |
| Bergern Bergern 1; Flur Bergern (Standort)      | Hofkapelle                                       | verputzter Satteldachbau mit kleiner Chorapsis und Dachreiter mit Spitzhelm, innen mit Flachdecke mit Rahmenstuck über profiliertem Gesims, 18./19. Jahrhundert; mit Ausstattung | D-1-86-125-11 Wikidata | weitere Bilder                      |
| Eisenhut Eisenhut 5 (Standort)                  | Katholische Filialkirche Sankt Maria Magdalena   | verputzte Saalkirche mit eingezogenem Rechteckchor und darauf aufgesetztem Turm mit oktogonalem Glockengeschoss und Zwiebelhaube, Langhaus mit gefelderter Holzdecke und Chor mit Kreuzrippengewölbe, Chor um 1400, barocker Ausbau der Kirche und Turmaufbau um 1715; mit Ausstattung       | D-1-86-125-13 Wikidata | weitere Bilder                      |
| Finkenzell Finkenzell 3 (Standort)              | Kleinbauernhaus                                  | erdgeschossiger, traufseitiger Greddachbau, Anfang 19. Jahrhundert | D-1-86-125-14 Wikidata | BW                                  |
| Garbertshausen Garbertshausen 5 (Standort)      | Katholische Filialkirche Sankt Lambertus         | verputzte Saalkirche mit dreiseitigem Chorschluss und Chorscheitelturm mit oktogonalem Glockengeschoss und Zwiebelhaube, innen flachgedeckt, im Kern 15. Jahrhundert, 1732 erneuert, im 19. Jahrhundert umgestaltet; mit Ausstattung                                                         | D-1-86-125-15 Wikidata | weitere Bilder                      |
| Gerenzhausen Gerenzhausen 3 (Standort)          | Mörtelplastik des heiligen Florian               | um 1870/90; am Wirtschaftsgebäude | D-1-86-125-16 Wikidata | Mörtelplastik des heiligen Florian  |
| Gütersberg Harreßer Weg 3 (Standort)            | Hofkapelle                                       | verputzter Satteldachbau mit kleiner Chorapsis, 2. Hälfte 19. Jahrhundert | D-1-86-125-19 Wikidata | weitere Bilder                      |
| Harreß Flur Harreß; Harreßer Weg 4 (Standort)   | Hofkapelle                                       | verputzter Satteldachbau mit kleiner Chorapsis und Dachreiter mit Zeltdach, bezeichnet 1907; mit Ausstattung | D-1-86-125-20 Wikidata | weitere Bilder                      |
| Hickern Hickern 1 (Standort)                    | Hofkapelle                                       | verputzter Satteldachbau, um 1860/70; mit Ausstattung | D-1-86-125-21 Wikidata | weitere Bilder                      |
| Hickern Hickern 2 (Standort)                    | Nischenfigur des Geißelchristus                  | barock, 18. Jahrhundert; am Giebel des Wohnhauses | D-1-86-125-22 Wikidata | BW                                  |
| Junkenhofen Dorfstraße 3 (Standort)             | Katholische Filialkirche Mariä Opferung          | verputzte Saalkirche mit eingezogenem Polygonalchor und südlichem, schlankem Chorflankenturm mit Satteldach, Langhaus mit Flachdecke über Hohlkehle und Chor mit Netzgewölbe, Chor und Turm 2. Hälfte 15. Jahrhundert, Langhaus 1852; mit Ausstattung                                        | D-1-86-125-23          | BW                                  |
| Kleinhub In Kleinhub; Nähe Kleinhub (Standort)  | Hofkapelle                                       | verputzter Satteldachbau mit eingezogenem Chor und Dachreiter mit Spitzhelm, Chorraum gewölbt und Innenraum mit Flachdecke über Hohlkehle, bezeichnet 1883; mit Ausstattung | D-1-86-125-25 Wikidata | BW                                  |
| Oberbuch Oberbuch 1 (Standort)                  | Bauernhaus                                       | erdgeschossiger, giebelständiger Satteldachbau, Mitte 19. Jahrhundert | D-1-86-125-28 Wikidata | BW                                  |
| Oberwengen Eichet (Standort)                    | Hofkapelle                                       | verputzter Satteldachbau mit Treppengiebel, eingezogener Chorapsis und Dachreiter mit Spitzhelm, Chor gewölbt und Innenraum mit Flachdecke über Hohlkehle, 19. Jahrhundert; mit Ausstattung                                                                                                  | D-1-86-125-29 Wikidata | weitere Bilder                      |
| Oberwengen Oberwengen 2 (Standort)              | Mörtelplastik des heiligen Wendelin              | um 1870/90; am Wirtschaftsgebäude | D-1-86-125-31 Wikidata | Mörtelplastik des heiligen Wendelin |
| Oberzell Nähe Oberzell (Standort)               | Hofkapelle                                       | verputzter Satteldachbau mit kleiner Chorapsis, 2. Hälfte 19. Jahrhundert | D-1-86-125-32 Wikidata | BW                                  |
| Sachenbach Flur Sachenbach (Standort)           | Hofkapelle                                       | Saalbau mit halbrundem Chorschluss und östlichem Fassadenturm mit oktogonalem Aufsatz und Zwiebelhaube, Innenraum tonnengewölbt, barockisierend, bezeichnet 1834; mit Ausstattung | D-1-86-125-33 Wikidata | weitere Bilder                      |
| Sachenbach Sachenbach 1 (Standort)              | Drei Mörtelplastiken des Hl. Wendelin mit Tieren | um 1870/90; am Wirtschaftsgebäude | D-1-86-125-34 Wikidata | weitere Bilder                      |
| Saulbach Flur Saulbach (Standort)               | Wegkreuz                                         | gefasste Holzfigur mit erneuertem Baldachin, 17. Jahrhundert; südlich an der Straße | D-1-86-125-35 Wikidata | BW                                  |
| Schachach In Schachach; Schachach 12 (Standort) | Kapelle                                          | verputzter Satteldachbau mit eingezogener Chorapsis und Dachreiter mit Spitzhelm, 2. Hälfte 19. Jahrhundert; mit Ausstattung | D-1-86-125-36 Wikidata | Kapelle                             |
| Siebeneich Siebeneich 1 (Standort)              | Mörtelplastik des heiligen Florian               | um 1870/90; am Wirtschaftsgebäude | D-1-86-125-37 Wikidata | BW                                  |
| Strobenried Hauptstraße 24 (Standort)           | Katholische Filialkirche Sankt Leonhard          | verputzte Saalkirche mit Satteldach, eingezogenem Polygonalchor und südlichem Chorflankenturm mit oktogonalem Glockengeschoss und Zwiebelhaube, Langhaus mit Flachdecke und Chor mit Netzgewölbe, 1495, barocke Umgestaltung und Turmobergeschoss 2. Hälfte 17. Jahrhundert; mit Ausstattung | D-1-86-125-43          | weitere Bilder                      |
| Thalern In Thalern (Standort)                   | Wegkreuz                                         | großes Holzkruzifix mit Baldachin, barock; südlich der Einöde | D-1-86-125-45 Wikidata | BW                                  |
| Wolfertshausen Wolfertshausen 2 (Standort)      | Bauernhaus                                       | zweigeschossiger, giebelständiger Satteldachbau mit Putzdekor und traufseitigem Balkon, Anfang 20. Jahrhundert | D-1-86-125-47 Wikidata | BW                                  |

## Ehemalige Baudenkmäler
In diesem Abschnitt sind Objekte aufgeführt, die früher einmal in der Denkmalliste eingetragen waren, jetzt aber nicht mehr. Objekte, die in anderem Zusammenhang also z. B. als Teil eines Baudenkmals weiter eingetragen sind, sollen hier nicht aufgeführt werden. Aktennummern in diesem Abschnitt sind ehemalige, jetzt nicht mehr gültige Aktennummern.

| Lage                                 | Objekt      | Beschreibung                                                                                 | Akten-Nr.                | Bild |
| ------------------------------------ | ----------- | -------------------------------------------------------------------------------------------- | ------------------------ | ---- |
| Dallach Haus Nr. 2 (Standort)        | Bauernhaus  | Eingeschossiges Bauernhaus mit Giebelknauf und alten Fenstern, Anfang 19. Jahrhundert        | D-1-86-125-12 ? Wikidata | BW   |
| Gröben Haus Nr. 5 (Standort)         | Bauernhaus  | Eingeschossiges Bauernhaus mit Greddach und Stüberlvorbau, vor Mitte 19. Jahrhundert         | D-1-86-125-17 ? Wikidata | BW   |
| Oberwengen Haus Nr. 1 (Standort)     | Vierseithof | Mitte 19. Jahrhundert                                                                        | D-1-86-125-30 ? Wikidata | BW   |
| Unterwengen Unterwengen 1 (Standort) | Bauernhaus  | erdgeschossiger, traufseitiger Greddachbau mit giebelseitigem Stüberlvorbau, 19. Jahrhundert | D-1-86-125-46 Wikidata   | BW   |